# Snaidero
Fondée en 1946 en Italie, la société Snaidero devient à la fin des années 1950 une entreprise industrielle maîtrisant tous les aspects de son métier, de la conception à la fabrication de cuisines. 
La société adopte rapidement une stratégie de croissance sur le marché mondial, d’abord en développant son activité et en travaillant avec des designers de renom, et, depuis les années 1990, par le biais de rachats.

## Historique
Snaidero a été fondée en 1946. L'entreprise se fait remarquer par ses créations dans les années 1960, en particulier par son modèle Spazio Vivo, exposé notamment au Museum of Modern Art (MoMa) de New York en 1972 et dont on considère qu'il préfigure les cuisines actuelles par le caractère modulaire et fonctionnel de sa conception et par la nouveauté de son design,,. 
L'entreprise a continué à innover en travaillant dans les années 1980, 1990 et 2000, avec différents designers dont Paolo Pininfarina, connu pour ses créations dans le secteur automobile avec Ferrari et Maserati. En 1988/1989, nait de leur collaboration le modèle Ola
,, 
qui devient un des modèles phares de l'entreprise et se renouvelle au fil des ans, abandonnant ainsi en 1996 les couleurs rouge et jaune pour les couleurs blondes et les agglomérés de bois très denses,.
Snaidero fait appel également à la designer Gae Aulenti,, ou encore dans les années 2004/2005, aux designers Lucci et Orlandini, pour un modèle de cuisine, Skyline-Lab de Snaidero, conçu pour être utilisable également par des personnes à mobilité réduite, avec des plans de travail et des rangements accessibles en fauteuil roulant.
En 1993, Snaidero acquiert Rational, fabricant allemand de meubles de cuisine, deux fois plus gros que lui, renversant une situation où les fabricants étrangers s'implantaient en Italie et démontrant que le mode entrepreneurial italien, s'appuyant sur des réseaux de sous-traitants, était bien exportable dans d'autres pays : « En achetant Rational, une société allemande deux fois plus grosse que lui, l'italien Snaidero a certes pris un risque, constate Jean-François Stordeur, secrétaire général du Comité de développement des industries françaises de l'ameublement (CODIFA), mais il a aussi mis fin à cet état de fait »,. En 2000, il fait l'acquisition du groupe Valois Habitat en France (comprenant Cuisines Plus et Arthur Bonnet), et Regina en Autriche. Ainsi, en 2002, au salon Eurocucina de Milan, un modèle créé par le designer Didier Gomez pour Arthur Bonnet, associant le bois, l'inox et l'ardoise, a été sélectionné et présenté par Snaidero sur son stand, au cœur de cette manifestation italienne. Puis en 2003, Snaidero rentre dans l'actionnariat du cuisiniste belge Ixina.
L'entreprise continue par ailleurs à chercher à se démarquer par l'innovation, avec par exemple le projet LAK (Living for All Kitchen) menée avec le soutien de la région Frioul-Vénétie Julienne et la participation de plusieurs centres de recherche privés et publiques de cette région, sur l'usage de solutions domotiques et d'objets connectés dans la cuisine.

## Chiffres
En 2007, l'entreprise est devenue le cinquième plus grand producteur européen de cuisines, avec environ 1 600 employés répartis dans six usines de production (situées en Vénétie, en Frioul-Vénétie Julienne, en Allemagne, en France et en Croatie), huit marques, 2 000 points de vente dans 80 pays, et 248 millions d'euros de chiffre d'affaires consolidé,.
Il comprend les marques Snaidero, Arthur Bonnet, Rational, Regina, Comera et distribue notamment ses produits par les enseignes Cuisine Plus et Ixina (franchise), Arthur Bonnet (concession), Cuisines Références (concession).